# Norvège au Concours Eurovision de la chanson 1969
La Norvège a participé au Concours Eurovision de la chanson 1969 à Madrid, en Espagne. C'est la 10e participation de la Norvège au Concours Eurovision de la chanson.
Le pays est représenté par Kirsti Sparboe et la chanson Oj, oj, oj, så glad jeg skal bli, sélectionnées par la Norsk rikskringkasting (NRK) au moyen de la finale nationale Melodi Grand Prix.

## Sélection

### Melodi Grand Prix 1969
Le radiodiffuseur norvégien, NRK, organise l'édition 1969 du Melodi Grand Prix, pour sélectionner la chanson et l'artiste représentant la Norvège au Concours Eurovision de la chanson 1969.
Le Melodi Grand Prix 1969, présenté par Janka Polanyi (no), a lieu le 1er mars 1969 aux studios de la NRK à Oslo.

#### Finale
Dix chansons participent au Melodi Grand Prix 1969. C'est le premier Melodi Grand Prix où chaque chanson n'est interprétée qu'une fois, contrairement aux éditions antérieures où elle est interprétée deux fois avec un orchestre différent. Les chansons sont toutes interprétées en norvégien, langue officielle de la Norvège.
Parmi les participants on note deux participants à l'Eurovision de l'année précédente : Odd Børre, ayant représenté la Norvège et Lill-Babs, ayant représenté la Suède.
| Ordre | Artiste                  | Chanson                           | Traduction                          | Points | Place |
| ----- | ------------------------ | --------------------------------- | ----------------------------------- | ------ | ----- |
| 1     | Vigdis Mostred           | Friaren                           | –                                   | 4      | 5     |
| 2     | Elisabeth Granneman (en) | BM Fordomsfri                     | BM Impartial                        | 5      | 3     |
| 3     | Kirsti Sparboe           | Oj, oj, oj, så glad jeg skal bli  | Oh, oh, oh, comme je serai heureuse | 18     | 1     |
| 4     | Inger Lise Andersen      | Eventyr                           | Aventure                            | 1      | 9     |
| 5     | Lill-Babs                | Juksemaker pipelort               | Truc du trompeur                    | 0      | 10    |
| 6     | Per Müller (no)          | Sangen om den flygender Hollender | La chanson sur le Hollandais volant | 4      | 5     |
| 7     | Lillian Askeland (it)    | La meg sove                       | Laissez-moi dormir                  | 5      | 3     |
| 8     | Jan Høiland (en)         | Om du går på en strand            | Si tu vas sur une plage             | 2      | 7     |
| 9     | Stein Ingebrigtsen (en)  | Viddu ha tjangs                   | Si tu veux une chance               | 2      | 7     |
| 10    | Odd Børre                | Lena                              | –                                   | 9      | 2     |

Lors de cette sélection, c'est la chanson Oj, oj, oj, så glad jeg skal bli interprétée par Kirsti Sparboe qui fut choisie.
Le chef d'orchestre sélectionné pour la Norvège à l'Eurovision 1969 est Øivind Bergh (en).

## À l'Eurovision
Chaque pays a un jury de dix personnes. Chaque juré attribue un point à sa chanson préférée.

### Points attribués par la Norvège
| 3 points | Suède                                      |
| 2 points | Belgique                                   |
| 1 point  | Allemagne Espagne Finlande Pays-Bas Suisse |

### Points attribués à la Norvège
| 10 points | 9 points | 8 points | 7 points | 6 points |
| --------- | -------- | -------- | -------- | -------- |
|           |          |          |          |          |
| 5 points  | 4 points | 3 points | 2 points | 1 point  |
|           |          |          |          | - Suède  |

Kirsti Sparboe interprète Oj, oj, oj, så glad jeg skal bli en 12e position lors de la soirée du concours, suivant la Suisse et précédant l'Allemagne.
Au terme du vote final, la Norvège termine 16e et dernière ayant reçu 1 point, provenant du jury suédois,.